# 奇維塔特戰役
奇維塔特戰役是中世纪1053年6月18日意大利南部的一场战役，一方是普利亚伯爵歐特維爾的亨佛瑞率领的诺曼人，另一方是罗马天主教教宗良九世组织、洛林公爵杰拉德和贝内文托的鲁道夫指挥的施瓦本-意大利-伦巴第联军。最终，诺曼人战胜联军。此战役标志着歐特維爾家族战胜了当地的伦巴第贵族。1059年，教宗尼各老二世正式承认诺曼征服南意大利，确认罗伯特·吉斯卡尔为普利亚公爵和卡拉布里亚公爵并兼任西西里公爵。